# Listă de filme americane din 1924
Aceasta este o listă de filme americane din 1924:

## A
| Titlu                | Regizor(i)           | Actori                                  | Gen        | Note           |
| -------------------- | -------------------- | --------------------------------------- | ---------- | -------------- |
| 40-Horse Hawkins     | Edward Sedgwick      | Hoot Gibson, Anne Cornwall              | Comedy     | Universal      |
| $50,000 Reward       | Clifford S. Elfelt   | Ken Maynard, Esther Ralston             | Western    | Independent    |
| Ace of Cactus Range  | Victor Adamson       | Art Mix, Virginia Warwick               | Western    | Independent    |
| After the Ball       | Dallas M. Fitzgerald | Gaston Glass, Miriam Cooper             | Drama      | FBO            |
| The Age of Innocence | Wesley Ruggles       | Beverly Bayne, Edith Roberts            | Drama      | Warner Bros.   |
| The Air Hawk         | Bruce Mitchell       | Al Wilson, Virginia Brown Faire         | Action     | FBO            |
| The Alaskan          | Herbert Brenon       | Thomas Meighan, Estelle Taylor          | Adventure  | Paramount      |
| Alimony              | James W. Horne       | Warner Baxter, Ruby Miller              | Drama      | FBO            |
| Along Came Ruth      | Edward F. Cline      | Viola Dana, Walter Hiers                | Comedy     | MGM            |
| America              | D. W. Griffith       | Carol Dempster, Neil Hamilton           | Historical | United Artists |
| American Manners     | James W. Horne       | Richard Talmadge, Mark Fenton           | Action     | FBO            |
| Another Man's Wife   | Bruce Mitchell       | James Kirkwood, Lila Lee, Wallace Beery | Drama      | PDC            |
| Another Scandal      | Edward H. Griffith   | Lois Wilson, Holmes Herbert             | Drama      | PDC            |
| The Arab             | Rex Ingram           | Ramon Novarro, Alice Terry              | Romance    | MGM            |
| The Arizona Express  | Tom Buckingham       | Pauline Starke, Evelyn Brent            | Crime      | Fox Film       |
| Argentine Love       | Allan Dwan           | Bebe Daniels, Ricardo Cortez            | Romance    | Paramount      |
| The Average Woman    | Christy Cabanne      | Pauline Garon, David Powell             | Drama      | Independent    |

## B
| Titlu                   | Regizor(i)          | Actori                                        | Gen        | Note           |
| ----------------------- | ------------------- | --------------------------------------------- | ---------- | -------------- |
| Babbitt                 | Harry Beaumont      | Willard Louis, Mary Alden                     | Drama      | Warner Bros.   |
| Baffled                 | J. P. McGowan       | Franklyn Farnum, Alyce Mills                  | Western    | Independent    |
| The Bandolero           | Tom Terriss         | Pedro de Cordoba, Gustav von Seyffertitz      | Drama      | MGM            |
| Barbara Frietchie       | Lambert Hillyer     | Florence Vidor, Edmund Lowe                   | Drama      | PDC            |
| Battling Brewster       | Dell Henderson      | Franklyn Farnum, Helen Holmes                 | Drama      | Rayart         |
| Battling Bunyan         | Paul Hurst          | Wesley Barry, Frank Campeau                   | Comedy     | Pathé Exchange |
| Battling Orioles        | Fred Guiol          | Glenn Tryon, Blanche Mehaffey                 | Comedy     | Pathé Exchange |
| Beau Brummel            | Harry Beaumont      | John Barrymore, Mary Astor                    | Historical | Warner Bros.   |
| The Beauty Prize        | Lloyd Ingraham      | Viola Dana, Pat O'Malley                      | Comedy     | MGM            |
| The Beautiful Sinner    | W. S. Van Dyke      | William Fairbanks, Eva Novak                  | Crime      | Columbia       |
| The Bedroom Window      | William C. deMille  | May McAvoy, Ricardo Cortez                    | Mystery    | Paramount      |
| Behind the Curtain      | Chester M. Franklin | Lucille Ricksen, John Harron                  | Mystery    | Universal      |
| Behind Two Guns         | Robert N. Bradbury  | Otto Lederer, Marin Sais                      | Western    | Independent    |
| Behold This Woman       | J. Stuart Blackton  | Irene Rich, Marguerite De La Motte            | Drama      | Vitagraph      |
| Being Respectable       | Phil Rosen          | Marie Prevost, Monte Blue, Louise Fazenda     | Drama      | Warner Bros.   |
| The Beloved Brute       | J. Stuart Blackton  | Marguerite De La Motte, Victor McLaglen       | Western    | Vitagraph      |
| Between Friends         | J. Stuart Blackton  | Lou Tellegen, Anna Q. Nilsson                 | Drama      | Vitagraph      |
| Biff Bang Buddy         | Lloyd Ingraham      | Buddy Roosevelt, Jean Arthur                  | Western    | Independent    |
| Big Timber              | George Melford      | William Desmond, Olive Hasbrouck              | Drama      | Universal      |
| Black Lightning         | James P. Hogan      | Clara Bow, Eddie Phillips                     | Drama      | Independent    |
| Black Oxfords           | Del Lord            | Sidney Smith, Vernon Dent, Marceline Day      | Comedy     | [ 2 ]          |
| Bluff                   | Sam Wood            | Agnes Ayres, Antonio Moreno                   | Drama      | Paramount      |
| The Back Trail          | George Marshall     | Jack Hoxie, Eugenia Gilbert                   | Western    | Universal      |
| The Border Legion       | William K. Howard   | Antonio Moreno, Helene Chadwick               | Western    | Paramount      |
| Born Rich               | William Nigh        | Claire Windsor, Bert Lytell                   | Comedy     | First National |
| Borrowed Husbands       | David Smith         | Florence Vidor, Rockliffe Fellowes            | Comedy     | Vitagraph      |
| The Bowery Bishop       | Colin Campbell      | Henry B. Walthall, Leota Lorraine             | Drama      | Selznick       |
| A Boy of Flanders       | Victor Schertzinger | Jackie Coogan, Nigel De Brulier               | Drama      | MGM            |
| The Brass Bowl          | Jerome Storm        | Edmund Lowe, Claire Adams                     | Mystery    | Fox Film       |
| Bread                   | Victor Schertzinger | Mae Busch, Pat O'Malley, Robert Frazer        | Drama      | MGM            |
| The Breaking Point      | Herbert Brenon      | Nita Naldi, Patsy Ruth Miller                 | Mystery    | Paramount      |
| The Breath of Scandal   | Louis J. Gasnier    | Betty Blythe, Patsy Ruth Miller, Jack Mulhall | Drama      | Independent    |
| The Breathless Moment   | Robert F. Hill      | William Desmond, Charlotte Merriam            | Comedy     | Universal      |
| Breed of the Border     | Harry Garson        | Dorothy Dwan, Louise Carver                   | Western    | FBO            |
| Bringin' Home the Bacon | Richard Thorpe      | Jay Wilsey, Jean Arthur                       | Western    | Independent    |
| Broadway After Dark     | Monta Bell          | Adolphe Menjou, Norma Shearer                 | Comedy     | Warner Bros.   |
| Broadway or Bust        | Edward Sedgwick     | Hoot Gibson, Gertrude Astor                   | Western    | Universal      |
| Broken Barriers         | Reginald Barker     | James Kirkwood, Norma Shearer, Adolphe Menjou | Drama      | MGM            |
| Broken Laws             | Roy William Neill   | Dorothy Davenport, Percy Marmont              | Drama      | FBO            |
| Butterfly               | Clarence Brown      | Laura La Plante, Kenneth Harlan               | Romance    | Universal      |
| By Divine Right         | Roy William Neill   | Mildred Harris, Anders Randolf                | Drama      | FBO            |

## C
| Titlu                         | Regizor(i)         | Actori                                             | Gen        | Note           |
| ----------------------------- | ------------------ | -------------------------------------------------- | ---------- | -------------- |
| A Cafe in Cairo               | Chester Withey     | Priscilla Dean, Robert Ellis                       | Drama      | PDC            |
| Calibre 45                    | J. P. McGowan      | Franklyn Farnum, Dorothy Wood                      | Western    | Independent    |
| Captain Blood                 | David Smith        | J. Warren Kerrigan, Jean Paige, Charlotte Merriam  | Historical | Vitagraph      |
| Captain January               | Edward F. Cline    | Baby Peggy, Hobart Bosworth, Irene Rich            | Drama      | Independent    |
| Chalk Marks                   | John G. Adolfi     | Marguerite Snow, June Elvidge                      | Action     | PDC            |
| Changing Husbands             | Paul Iribe         | Leatrice Joy, Victor Varconi                       | Comedy     | Paramount      |
| Cheap Kisses                  | John Ince          | Lillian Rich, Cullen Landis                        | Drama      | FBO            |
| Christine of the Hungry Heart | George Archainbaud | Florence Vidor, Clive Brook                        | Drama      | First National |
| The Chorus Lady               | Ralph Ince         | Margaret Livingston, Alan Roscoe                   | Drama      | PDC            |
| Circe, the Enchantress        | Robert Z. Leonard  | Mae Murray, James Kirkwood Sr., Tom Rickets        | Drama      | MGM            |
| The Circus Cowboy             | William A. Wellman | Buck Jones, Marian Nixon                           | Western    | Fox Film       |
| The City That Never Sleeps    | James Cruze        | Louise Dresser, Ricardo Cortez                     | Drama      | Paramount      |
| Classmates                    | John S. Robertson  | Richard Barthelmess, Madge Evans                   | Drama      | First National |
| The Clean Heart               | J. Stuart Blackton | Percy Marmont, Otis Harlan, Marguerite De La Motte | Drama      | Vitagraph      |
| Code of the Sea               | Victor Fleming     | Rod La Rocque, Jacqueline Logan                    | Adventure  | Paramount      |
| Code of the Wilderness        | David Smith        | John Bowers, Alice Calhoun                         | Western    | Vitagraph      |
| Conductor 1492                | Frank Griffin      | Johnny Hines, Doris May                            | Comedy     | Warner Bros.   |
| The Confidence Man            | Victor Heerman     | Thomas Meighan, Virginia Valli                     | Crime      | Paramount      |
| Cornered                      | William Beaudine   | Marie Prevost, Raymond Hatton                      | Crime      | Warner Bros.   |
| The Cowboy and the Flapper    | Alan James         | William Fairbanks, Dorothy Revier                  | Western    | Independent    |
| Crossed Trails                | J. P. McGowan      | Franklyn Farnum, Alyce Mills                       | Western    | Independent    |
| Cupid's Rustler               | Francis Ford       | Edmund Cobb, Florence Gilbert, Janet Gaynor        | Western    | Independent    |
| Curlytop                      | Maurice Elvey      | Shirley Mason, Warner Oland                        | Drama      | Fox Film       |
| The Cyclone Rider             | Tom Buckingham     | Reed Howes, Alma Bennett                           | Drama      | Fox Film       |
| Cytherea                      | George Fitzmaurice | Irene Rich, Alma Rubens, Constance Bennett         | Drama      | First National |

## D
| Titlu                                | Regizor(i)           | Actori                                       | Gen             | Note           |
| ------------------------------------ | -------------------- | -------------------------------------------- | --------------- | -------------- |
| Daddies                              | William A. Seiter    | Mae Marsh, Harry Myers                       | Comedy          | Warner Bros.   |
| Damaged Hearts                       | T. Hayes Hunter      | Mary Carr, Jerry Devine                      | Drama           | FBO            |
| Dancing Cheat                        | Irving Cummings      | Herbert Rawlinson, Alice Lake                | Drama           | Universal      |
| The Danger Line                      | Édouard-Émile Violet | Sessue Hayakawa, Tsuru Aoki, Gina Palerme    | Drama           | FBO            |
| The Dangerous Blonde                 | Robert F. Hill       | Laura La Plante, Edward Hearn                | Comedy          | Universal      |
| The Dangerous Coward                 | Albert S. Rogell     | Fred Thomson, Hazel Keener                   | Western         | FBO            |
| The Dangerous Flirt                  | Tod Browning         | Evelyn Brent, Edward Earle                   | Melodrama       | FBO            |
| Dangerous Money                      | Frank Tuttle         | William Powell, Bebe Daniels                 | Drama           | Paramount      |
| Dante's Inferno                      | Henry Otto           | Ralph Lewis, Winifred Landis                 | Fantasy drama   | Fox Film       |
| Daring Chances                       | Clifford Smith       | Jack Hoxie, Alta Allen                       | Western         | Universal      |
| Daring Love                          | Rowland G. Edwards   | Elaine Hammerstein, Huntley Gordon           | Drama           | Independent    |
| Daring Youth                         | William Beaudine     | Bebe Daniels, Norman Kerry, Lee Moran        | Comedy drama    | Independent    |
| Dark Stairways                       | Robert F. Hill       | Herbert Rawlinson, Ruth Dwyer                | Mystery         | Universal      |
| The Dark Swan                        | Millard Webb         | Marie Prevost, Monte Blue                    | Drama           | Warner Bros.   |
| Darwin Was Right                     | Lewis Seiler         | Nell Brantley, George O'Hara                 | Comedy          | Fox Film       |
| Daughters of Pleasure                | William Beaudine     | Marie Prevost and Monte Blue                 | Romantic comedy | Independent    |
| Daughters of the Night               | Elmer Clifton        | Orville Caldwell, Alyce Mills                | Crime           | Fox Film       |
| Daughters of Today                   | Rollin S. Sturgeon   | Patsy Ruth Miller, Ralph Graves              | Drama           | Selznick       |
| The Dawn of a Tomorrow               | George Melford       | Jacqueline Logan, David Torrence             | Drama           | Paramount      |
| The Deadwood Coach                   | Lynn Reynolds        | Tom Mix, George Bancroft                     | Western         | Fox Film       |
| Defying the Law                      | Bertram Bracken      | Lew Cody, Renée Adorée                       | Drama           | Independent    |
| The Desert Outlaw                    | Edmund Mortimer      | Buck Jones, Evelyn Brent                     | Western         | Fox Film       |
| The Desert Sheik                     | Tom Terriss          | Wanda Hawley, Nigel Barrie                   | Drama           | FBO            |
| The Diamond Bandit                   | Francis Ford         | Frank Baker, Florence Gilbert                | Western         | Independent    |
| Discontented Husbands                | Edward LeSaint       | James Kirkwood, Cleo Madison                 | Drama           | Columbia       |
| The Dixie Handicap                   | Reginald Barker      | Claire Windsor, Lloyd Hughes                 | Sports drama    | MGM            |
| Don't Doubt Your Husband             | Harry Beaumont       | Viola Dana, Allan Forrest                    | Comedy          | Metro          |
| Dorothy Vernon of Haddon Hall        | Marshall Neilan      | Mary Pickford, Anders Randolf                | Historical      | United Artists |
| The Dramatic Life of Abraham Lincoln | Phil Rosen           | George A. Billings, Ruth Clifford            | Biopic          | First National |
| Dynamite Dan                         | Bruce M. Mitchell    | Frank Rice, Boris Karloff                    | Action          | Independent    |
| Dynamite Smith                       | Ralph Ince           | Jacqueline Logan, Bessie Love, Wallace Beery | Drama           | Pathé Exchange |

## E
| Titlu                 | Regizor(i)         | Actori                               | Gen     | Note           |
| --------------------- | ------------------ | ------------------------------------ | ------- | -------------- |
| The Eagle's Claw      | Charles R. Seeling | Guinn "Big Boy" Williams, Lew Meehan | Western | Independent    |
| East of Broadway      | William K. Howard  | Owen Moore, Marguerite De La Motte   | Comedy  | Independent    |
| Empty Hands           | Victor Fleming     | Jack Holt, Norma Shearer             | Romance | Paramount      |
| Empty Hearts          | Alfred Santell     | John Bowers, Clara Bow               | Drama   | Independent    |
| The Enchanted Cottage | John S. Robertson  | Richard Barthelmess, May McAvoy      | Romance | First National |
| The Enemy Sex         | James Cruze        | Betty Compson, Percy Marmont         | Drama   | Paramount      |
| Excitement            | Robert F. Hill     | Laura La Plante, Guy Edward Hearn    | Comedy  | Universal      |

## F
| Titlu                   | Regizor(i)                | Actori                                    | Gen          | Note           |
| ----------------------- | ------------------------- | ----------------------------------------- | ------------ | -------------- |
| Fair Week               | Rob Wagner                | Walter Hiers, Carmen Phillips             | Comedy       | Paramount      |
| The Family Secret       | William A. Seiter         | Baby Peggy, Gladys Hulette                | Drama        | Universal      |
| Fast and Fearless       | Richard Thorpe            | Jay Wilsey, Jean Arthur                   | Western      | Independent    |
| The Fast Set            | William C. de Mille       | Betty Compson, Adolphe Menjou             | Comedy drama | Paramount      |
| The Fast Worker         | William A. Seiter         | Reginald Denny, Laura La Plante           | Comedy       | Universal      |
| The Fatal Mistake       | Scott R. Dunlap           | William Fairbanks, Eva Novak              | Crime        | Columbia       |
| Feet of Clay            | Cecil B. DeMille          | Vera Reynolds, Rod La Rocque              | Drama        | Paramount      |
| The Female              | Sam Wood                  | Betty Compson, Warner Baxter              | Drama        | Paramount      |
| A Fight for Honor       | Henry MacRae              | William Fairbanks, Eva Novak              | Action       | Columbia       |
| The Fighting Coward     | James Cruze               | Ernest Torrence, Mary Astor               | Comedy       | Paramount      |
| Fighting Fury           | Clifford Smith            | Jack Hoxie, Helen Holmes                  | Western      | Universal      |
| The Fighting Adventurer | Tom Forman                | Pat O'Malley, Mary Astor                  | Drama        | Universal      |
| Find Your Man           | Malcolm St. Clair         | June Marlowe, Eric St. Clair              | Adventure    | Warner Bros.   |
| The Fighting Sap        | Albert S. Rogell          | Fred Thomson, Hazel Keener                | Western      | FBO            |
| The Fire Patrol         | Hunt Stromberg            | Anna Q. Nilsson, Madge Bellamy            | Drama        | Independent    |
| Flames of Desire        | Denison Clift             | Wyndham Standing, Diana Miller            | Drama        | Fox Film       |
| Flaming Barriers        | George Melford            | Jacqueline Logan, Antonio Moreno          | Drama        | Paramount      |
| The Flaming Forties     | Tom Forman                | Harry Carey, Jacqueline Gadsden           | Western      | PDC            |
| Flapper Wives           | Jane Murfin               | May Allison, Rockliffe Fellowes           | Drama        | Selznick       |
| Flashing Spurs          | B. Reeves Eason           | Bob Custer, Marguerite Clayton            | Western      | FBO            |
| Flirting with Love      | John Francis Dillon       | Colleen Moore, Conway Tearle              | Drama        | First National |
| Flowing Gold            | Joseph De Grasse          | Anna Q. Nilsson, Milton Sills             | Drama        | First National |
| The Folly of Vanity     | Maurice Elvey, Henry Otto | Billie Dove, Jack Mulhall                 | Drama        | Fox Film       |
| A Fool's Awakening      | Harold M. Shaw            | Mary Alden, Lionel Belmore                | Drama        | Metro          |
| Fools Highway           | Irving Cummings           | Mary Philbin, Pat O'Malley                | Romance      | Universal      |
| Fools in the Dark       | Alfred Santell            | Patsy Ruth Miller, Matt Moore             | Comedy       | FBO            |
| The Foolish Virgin      | George W. Hill            | Elaine Hammerstein, Robert Frazer         | Drama        | Columbia       |
| For Another Woman       | David Kirkland            | Kenneth Harlan, Florence Billings         | Drama        | Rayart         |
| For Sale                | George Archainbaud        | Claire Windsor, Adolphe Menjou            | Drama        | First National |
| Forbidden Paradise      | Ernst Lubitsch            | Pola Negri, Rod La Rocque, Adolphe Menjou | Adventure    | Paramount      |

## G
| Titlu                     | Regizor(i)                      | Actori                            | Gen             | Note           |
| ------------------------- | ------------------------------- | --------------------------------- | --------------- | -------------- |
| The Gaiety Girl           | King Baggot                     | Mary Philbin, William Haines      | Romance         | Universal      |
| The Galloping Ace         | Robert N. Bradbury              | Jack Hoxie, Margaret Morris       | Western         | Universal      |
| The Galloping Fish        | Del Andrews                     | Louise Fazenda, Syd Chaplin       | Comedy          | First National |
| Galloping Hoofs           | George B. Seitz                 | Allene Ray, Johnnie Walker        | Western         | Pathé Exchange |
| Gambling Wives            | Dell Henderson                  | Marjorie Daw, Edward Earle        | Drama           | Independent    |
| The Garden of Weeds       | James Cruze                     | Betty Compson, Warner Baxter      | Drama           | Paramount      |
| Geared to Go              | Albert S. Rogell                | Reed Howes, Carmelita Geraghty    | Drama           | Rayart         |
| George Washington Jr.     | Malcolm St. Clair               | Wesley Barry, Gertrude Olmstead   | Comedy          | Warner Bros.   |
| Gerald Cranston's Lady    | Emmett J. Flynn                 | James Kirkwood, Alma Rubens       | Drama           | Fox Film       |
| The Girl in the Limousine | Noel M. Smith                   | Larry Semon, Claire Adams         | Comedy          | First National |
| A Girl of the Limberlost  | James Leo Meehan                | Gloria Grey, Emily Fitzroy        | Drama           | FBO            |
| Girl Shy                  | Fred Newmeyer, Sam Taylor       | Harold Lloyd, Jobyna Ralston      | Romantic comedy | Pathé Exchange |
| Girls Men Forget          | Maurice Campbell, Wilfred Lucas | Patsy Ruth Miller, Alan Hale      | Comedy          | Independent    |
| Gold Heels                | W. S. Van Dyke                  | Robert Agnew, Peggy Shaw          | Drama           | Fox Film       |
| The Goldfish              | Jerome Storm                    | Constance Talmadge, Jack Mulhall  | Comedy          | First National |
| Good Bad Boy              | Edward F. Cline                 | Joe Butterworth, Mary Jane Irving | Comedy          | Independent    |
| Great Diamond Mystery     | Denison Clift                   | Shirley Mason, Jackie Saunders    | Mystery         | Fox Film       |
| The Great White Way       | E. Mason Hopper                 | Anita Stewart, Oscar Shaw         | Sports comedy   | Goldwyn        |
| Greater Than Marriage     | Victor Halperin                 | Marjorie Daw, Lou Tellegen        | Drama           | Vitagraph      |
| Greed                     | Erich von Stroheim              | ZaSu Pitts, Gibson Gowland        | Drama           | MGM            |
| Grit                      | Frank Tuttle                    | Glenn Hunter, Roland Young        | Crime           | Independent    |
| The Guilty One            | Joseph Henabery                 | Agnes Ayres, Edmund Burns         | Mystery         | Paramount      |

## H
| Titlu                      | Regizor(i)        | Actori                                           | Gen         | Note           |
| -------------------------- | ----------------- | ------------------------------------------------ | ----------- | -------------- |
| Half-A-Dollar-Bill         | W.S. Van Dyke     | Anna Q. Nilsson, William P. Carleton             | Drama       | Metro          |
| The Hansom Cabman          | Harry Edwards     | Harry Langdon, Marceline Day, Charlotte Mineau   | Comedy      | Pathé Exchange |
| Happiness                  | King Vidor        | Laurette Taylor, Pat O'Malley, Hedda Hopper      | Comedy      | MGM            |
| Hard-Hittin' Hamilton      | Richard Thorpe    | Jay Wilsey, Hazel Keener                         | Action      | Independent    |
| He Who Gets Slapped        | Victor Sjöström   | Lon Chaney, Norma Shearer, John Gilbert          | Drama       | MGM            |
| The Heart Bandit           | Oscar Apfel       | Viola Dana, Milton Sills                         | Drama       | Metro          |
| The Heart Buster           | Jack Conway       | Tom Mix, Esther Ralston                          | Western     | Fox Film       |
| Hearts of Oak              | John Ford         | Hobart Bosworth, Pauline Starke                  | Drama       | Fox Film       |
| Helen's Babies             | William A. Seiter | Baby Peggy, Edward Everett Horton, Clara Bow     | Comedy      | Independent    |
| Her Love Story             | Allan Dwan        | Gloria Swanson, Ian Keith                        | Romance     | Paramount      |
| Her Marriage Vow           | Millard Webb      | Monte Blue, Willard Louis                        | Drama       | Warner Bros.   |
| Her Night of Romance       | Sidney Franklin   | Constance Talmadge, Ronald Colman, Jean Hersholt | Romance     | First National |
| Her Own Free Will          | Paul Scardon      | Helene Chadwick, Holmes Herbert                  | Drama       | PDC            |
| The Heritage of the Desert | Irvin Willat      | Bebe Daniels, Ernest Torrence, Noah Beery        | Western     | Paramount      |
| High Speed                 | Herbert Blaché    | Herbert Rawlinson, Carmelita Geraghty            | Comedy      | Universal      |
| The Hill Billy             | George W. Hill    | Jack Pickford, Lucille Ricksen                   | Drama       | Independent    |
| His Forgotten Wife         | William A. Seiter | Warner Baxter, Madge Bellamy                     | Drama       | FBO            |
| His Hour                   | King Vidor        | Aileen Pringle, John Gilbert                     | Drama       | MGM            |
| Hit and Run                | Edward Sedgwick   | Hoot Gibson, Cyril Ring                          | Comedy      | Universal      |
| Hold Your Breath           | Scott Sidney      | Dorothy Devore, Walter Hiers                     | Comedy      | PDC            |
| Honor Among Men            | Denison Clift     | Edmund Lowe, Claire Adams                        | Drama       | Fox Film       |
| Hook and Ladder            | Edward Sedgwick   | Hoot Gibson, Frank Beal                          | Western     | Universal      |
| The Hoosier Schoolmaster   | Oliver L. Sellers | Henry Hull, Jane Thomas                          | Drama       | PDC            |
| Hot Water                  | Fred C. Newmeyer  | Harold Lloyd, Jobyna Ralston                     | Comedy      | Pathé Exchange |
| The House of Youth         | Ralph Ince        | Jacqueline Logan, Malcolm McGregor               | Drama       | PDC            |
| How to Educate a Wife      | Monta Bell        | Marie Prevost, Monte Blue                        | Comedy      | Warner Bros.   |
| The Humming Bird           | Sidney Olcott     | Gloria Swanson, Edmund Burns                     | Crime drama | Paramount      |
| Husbands and Lovers        | John M. Stahl     | Lewis Stone, Florence Vidor                      | Comedy      | First National |

## I
| Titlu                                   | Regizor(i)         | Actori                                   | Gen     | Note           |
| --------------------------------------- | ------------------ | ---------------------------------------- | ------- | -------------- |
| I Am the Man                            | Ivan Abramson      | Lionel Barrymore, Seena Owen             | Drama   | FBO            |
| Icebound                                | William C. deMille | Richard Dix, Lois Wilson                 | Drama   | Paramount      |
| Idle Tongues                            | Lambert Hillyer    | Percy Marmont, Doris Kenyon              | Drama   | First National |
| In Every Woman's Life                   | Irving Cummings    | Virginia Valli, Lloyd Hughes             | Drama   | First National |
| In Fast Company                         | James W. Horne     | Richard Talmadge, Mildred Harris         | Action  | Independent    |
| In Hollywood with Potash and Perlmutter | Alfred E. Green    | Vera Gordon, Betty Blythe                | Comedy  | First National |
| In Love with Love                       | Rowland V. Lee     | Marguerite De La Motte, Allan Forrest    | Comedy  | Fox Film       |
| Inez from Hollywood                     | Alfred E. Green    | Anna Q. Nilsson, Lewis Stone, Mary Astor | Drama   | First National |
| The Iron Horse                          | John Ford          | George O'Brien, Madge Bellamy            | Western | Fox Film       |
| Is Love Everything?                     | Christy Cabanne    | Alma Rubens, Frank Mayo                  | Drama   | Independent    |
| Isn't Life Wonderful                    | D. W. Griffith     | Carol Dempster, Neil Hamilton            | Drama   | United Artists |
| It Is the Law                           | J. Gordon Edwards  | Arthur Hohl, Herbert Heyes               | Mystery | Fox Film       |

## J
| Titlu                     | Regizor(i)                     | Actori                                         | Gen        | Note      |
| ------------------------- | ------------------------------ | ---------------------------------------------- | ---------- | --------- |
| Jack O'Clubs              | Robert F. Hill                 | Herbert Rawlinson, Ruth Dwyer                  | Crime      | Universal |
| Janice Meredith           | Walter Futter, E. Mason Hopper | Marion Davies, Holbrook Blinn, Tyrone Power Sr | Historical | MGM       |
| The Judgment of the Storm | Del Andrews                    | Lloyd Hughes, Lucille Ricksen                  | Drama      | FBO       |
| Just Off Broadway         | Edmund Mortimer                | John Gilbert, Marian Nixon                     | Drama      | Fox Film  |

## K
| Titlu                       | Regizor(i)       | Actori                        | Gen     | Note           |
| --------------------------- | ---------------- | ----------------------------- | ------- | -------------- |
| K - The Unknown             | Harry A. Pollard | Virginia Valli, Percy Marmont | Mystery | Universal      |
| The King of the Wild Horses | Fred Jackman     | Edna Murphy, Charley Chase    | Western | Pathé Exchange |

## L
| Titlu                     | Regizor(i)                   | Actori                                         | Gen             | Note           |
| ------------------------- | ---------------------------- | ---------------------------------------------- | --------------- | -------------- |
| Ladies to Board           | John G. Blystone             | Tom Mix, Gertrude Olmstead                     | Comedy          | Fox Film       |
| A Lady of Quality         | Hobart Henley                | Virginia Valli, Milton Sills                   | Historical      | Universal      |
| The Last Man on Earth     | John G. Blystone             | Earle Foxe, Grace Cunard                       | Comedy          | Fox Film       |
| The Last of the Duanes    | Lynn Reynolds                | Tom Mix, Marian Nixon                          | Western         | Fox Film       |
| Laughing at Danger        | James W. Horne               | Richard Talmadge, Eva Novak                    | Action          | FBO            |
| The Law Forbids           | Jess Robbins                 | Robert Ellis, Elinor Fair                      | Drama           | Universal      |
| Leap Year                 | James Cruze                  | Roscoe Arbuckle, Mary Thurman                  | Comedy          | Paramount      |
| Legend of Hollywood       | Renaud Hoffman               | Percy Marmont, Zasu Pitts                      | Drama           | PDC            |
| Lend Me Your Husband      | Christy Cabanne              | Doris Kenyon, David Powell                     | Drama           | Independent    |
| Let Not Man Put Asunder   | J. Stuart Blackton           | Pauline Frederick, Lou Tellegen                | Drama           | Vitagraph      |
| Life's Greatest Game      | Emory Johnson                | Tom Santschi, Jane Thomas                      | Sports          | FBO            |
| The Lighthouse by the Sea | Malcolm St. Clair            | William Collier Jr., Louise Fazenda            | Adventure       | Warner Bros.   |
| The Lightning Rider       | Lloyd Ingraham               | Harry Carey, Virginia Brown Faire              | Western         | Independent    |
| Lightning Romance         | Albert S. Rogell             | Reed Howes, Ethel Shannon                      | Drama           | Rayart         |
| Lilies of the Field       | John Francis Dillon          | Corinne Griffith, Conway Tearle                | Drama           | First National |
| Lily of the Dust          | Dimitri Buchowetzki          | Pola Negri, Ben Lyon                           | Drama           | Paramount      |
| Listen Lester             | William A. Seiter            | Louise Fazenda, Harry Myers                    | Comedy drama    | Independent    |
| Little Robinson Crusoe    | Edward F. Cline              | Jackie Coogan, Will Walling                    | Adventure       | MGM            |
| The Lone Chance           | Howard M. Mitchell           | John Gilbert, Evelyn Brent                     | Drama           | Fox Film       |
| The Lone Wolf             | Stanner E. V. Taylor         | Dorothy Dalton, Jack Holt                      | Mystery         | Independent    |
| A Lost Lady               | Harry Beaumont               | Irene Rich, June Marlowe                       | Drama           | Warner Bros.   |
| Love and Glory            | Rupert Julian                | Charles de Rochefort, Wallace MacDonald        | Drama           | Universal      |
| The Love Bandit           | Dell Henderson               | Doris Kenyon, Victor Sutherland                | Western         | Vitagraph      |
| Love Letters              | David Selman                 | Shirley Mason, John Miljan                     | Drama           | Fox Film       |
| The Love Master           | Laurence Trimble             | Lillian Rich, Strongheart                      | Drama           | First National |
| Love of Women             | Whitman Bennett              | Helene Chadwick, Montagu Love                  | Drama           | Selznick       |
| Love's Whirlpool          | Bruce M. Mitchell            | James Kirkwood, Lila Lee                       | Crime           | Independent    |
| Love's Wilderness         | Robert Z. Leonard            | Corinne Griffith, Holmes Herbert               | Drama           | First National |
| The Lover of Camille      | Harry Beaumont               | Monte Blue, Willard Louis, Marie Prevost       | Romance         | Warner Bros.   |
| Lovers' Lane              | Phil Rosen, William Beaudine | Robert Ellis, Gertrude Olmstead                | Romantic comedy | Warner Bros.   |
| Loving Lies               | W. S. Van Dyke               | Evelyn Brent, Monte Blue                       | Drama           | Independent    |
| The Luck o' the Foolish   | Harry Edwards                | Harry Langdon, Marceline Day, Frank J. Coleman | Comedy          | Pathé Exchange |
| The Lullaby               | Chester Bennett              | Jane Novak, Robert Anderson                    | Drama           | FBO            |
| Lure of the Yukon         | Norman Dawn                  | Eva Novak, Buddy Roosevelt                     | Western         | Independent    |

## M
| Titlu                       | Regizor(i)          | Actori                                                     | Gen     | Note           |
| --------------------------- | ------------------- | ---------------------------------------------------------- | ------- | -------------- |
| Mademoiselle Midnight       | Robert Z. Leonard   | Mae Murray, Monte Blue                                     | Drama   | Tiffany        |
| Madonna of the Streets      | Edwin Carewe        | Alla Nazimova, Milton Sills                                | Drama   | First National |
| A Man's Mate                | Edmund Mortimer     | John Gilbert, Renée Adorée                                 | Drama   | Fox Film       |
| The Man from Wyoming        | Robert N. Bradbury  | Jack Hoxie, Lillian Rich                                   | Western | Universal      |
| The Man Who Came Back       | Emmett J. Flynn     | George O'Brien, Dorothy Mackaill                           | Drama   | Fox Film       |
| The Man Who Fights Alone    | Wallace Worsley     | William Farnum, Lois Wilson, Edward Everett Horton         | Drama   | Paramount      |
| The Man Who Played Square   | Alfred Santell      | Buck Jones, Wanda Hawley                                   | Action  | Fox Film       |
| The Man Without a Heart     | Burton L. King      | Kenneth Harlan, Jane Novak                                 | Drama   | Independent    |
| Manhandled                  | Allan Dwan          | Gloria Swanson, Tom Moore                                  | Comedy  | Paramount      |
| Manhattan                   | R. H. Burnside      | Richard Dix, Jacqueline Logan                              | Comedy  | Paramount      |
| The Marriage Cheat          | John Griffith Wray  | Leatrice Joy, Adolphe Menjou                               | Drama   | First National |
| The Marriage Circle         | Ernst Lubitsch      | Florence Vidor, Adolphe Menjou, Monte Blue, Marie Prevost  | Comedy  | Warner Bros.   |
| Married Flirts              | Robert G. Vignola   | Pauline Frederick, Mae Busch                               | Drama   | MGM            |
| Marry in Haste              | Duke Worne          | William Fairbanks, Dorothy Revier                          | Comedy  | Independent    |
| The Mask of Lopez           | Albert S. Rogell    | Fred Thomson, Wilfred Lucas                                | Western | FBO            |
| The Masked Dancer           | Burton L. King      | Lowell Sherman, Helene Chadwick                            | Romance | Independent    |
| The Measure of a Man        | Arthur Rosson       | Francis Ford, Marin Sais                                   | Drama   | Universal      |
| Meddling Women              | Ivan Abramson       | Lionel Barrymore, Sigrid Holmquist                         | Drama   | Independent    |
| Men                         | Dimitri Buchowetzki | Pola Negri, Robert Frazer                                  | Drama   | Paramount      |
| Merton of the Movies        | James Cruze         | Glenn Hunter, Viola Dana                                   | Comedy  | Paramount      |
| Miami                       | Alan Crosland       | Betty Compson, Lawford Davidson                            | Drama   | Independent    |
| The Midnight Express        | George W. Hill      | Elaine Hammerstein, William Haines                         | Romance | Columbia       |
| The Millionaire Cowboy      | Harry Garson        | Maurice "Lefty" Flynn, Gloria Grey                         | Western | FBO            |
| The Mine with the Iron Door | Sam Wood            | Dorothy Mackaill, Raymond Hatton                           | Western | Independent    |
| The Mirage                  | George Archainbaud  | Florence Vidor, Clive Brook                                | Comedy  | PDC            |
| Missing Daughters           | William H. Clifford | Eileen Percy, Pauline Starke                               | Drama   | Selznick       |
| Monsieur Beaucaire          | Sidney Olcott       | Rudolph Valentino, Bebe Daniels, Lois Wilson, Doris Kenyon | Drama   | Paramount      |
| The Moral Sinner            | Ralph Ince          | Dorothy Dalton, James Rennie                               | Crime   | Paramount      |
| My Husband's Wives          | Maurice Elvey       | Shirley Mason, Bryant Washburn                             | Drama   | Fox Film       |
| My Man                      | David Smith         | Patsy Ruth Miller, Dustin Farnum                           | Drama   | Vitagraph      |

## N
| Titlu                             | Regizor(i)                   | Actori                                      | Gen     | Note        |
| --------------------------------- | ---------------------------- | ------------------------------------------- | ------- | ----------- |
| Name the Man                      | Victor Seastrom              | Mae Busch, Conrad Nagel                     | Drama   | Goldwyn     |
| The Navigator                     | Donald Crisp, Buster Keaton, | Buster Keaton, Kathryn McGuire              | Comedy  | MGM         |
| Nellie, the Beautiful Cloak Model | Emmett J. Flynn              | Claire Windsor, Edmund Lowe                 | Drama   | Goldwyn     |
| Never Say Die                     | George Crone                 | Douglas MacLean, Lillian Rich               | Comedy  | Independent |
| The New School Teacher            | Gregory La Cava              | Doris Kenyon, Mickey Bennett                | Comedy  | Independent |
| The Next Corner                   | Sam Wood                     | Dorothy Mackaill, Lon Chaney, Conway Tearle | Drama   | Paramount   |
| The Night Hawk                    | Stuart Paton                 | Harry Carey, Claire Adams                   | Western | Independent |
| The Night Message                 | Perley Poore Sheehan         | Howard Truesdale, Gladys Hulette            | Drama   | Universal   |
| The No-Gun Man                    | Harry Garson                 | Maurice Bennett Flynn, Gloria Grey          | Western | FBO         |
| No More Women                     | Lloyd Ingraham               | Matt Moore, Madge Bellamy                   | Comedy  | Independent |
| North of 36                       | Irvin Willat                 | Jack Holt, Ernest Torrence, Lois Wilson     | Western | Paramount   |
| North of Nevada                   | Albert S. Rogell             | Fred Thomson, Hazel Keener                  | Western | FBO         |
| Not a Drum Was Heard              | William A. Wellman           | Buck Jones, Betty Bouton                    | Western | Fox Film    |

## O
| Titlu                  | Regizor(i)         | Actori                                     | Gen     | Note           |
| ---------------------- | ------------------ | ------------------------------------------ | ------- | -------------- |
| Oh, You Tony!          | John G. Blystone   | Tom Mix, Claire Adams                      | Western | Fox Film       |
| On the Stroke of Three | F. Harmon Weight   | Kenneth Harlan, Madge Bellamy              | Drama   | FBO            |
| On Time                | Henry Lehrman      | Richard Talmadge, Billie Dove              | Comedy  | Independent    |
| One Glorious Night     | Scott R. Dunlap    | Elaine Hammerstein, Alan Roscoe            | Drama   | Columbia       |
| One Law for the Woman  | Dell Henderson     | Cullen Landis, Mildred Harris              | Western | Vitagraph      |
| One Night in Rome      | Clarence G. Badger | Laurette Taylor, Tom Moore                 | Romance | MGM            |
| The Only Woman         | Sidney Olcott      | Norma Talmadge, Eugene O'Brien             | Drama   | First National |
| Open All Night         | Paul Bern          | Viola Dana, Jetta Goudal, Raymond Griffith | Comedy  | Paramount      |
| The Other Kind of Love | Duke Worne         | William Fairbanks, Dorothy Revier          | Drama   | Independent    |

## P
| Titlu                       | Regizor(i)                  | Actori                                                | Gen             | Note           |
| --------------------------- | --------------------------- | ----------------------------------------------------- | --------------- | -------------- |
| Pagan Passions              | Colin Campbell              | Wyndham Standing, June Elvidge                        | Drama           | Selznick       |
| The Painted Flapper         | John Gorman                 | James Kirkwood, Pauline Garon                         | Romance         | Independent    |
| The Painted Lady            | Chester Bennett             | George O'Brien, Dorothy Mackaill                      | Drama           | Fox Film       |
| Painted People              | Clarence G. Badger          | Colleen Moore, Ben Lyon                               | Comedy          | First National |
| Pal o' Mine                 | Edward LeSaint              | Irene Rich, Josef Swickard                            | Drama           | Columbia       |
| The Passing of Wolf MacLean | Paul Hurst                  | Jack Mower, Alma Rayford                              | Western         | Independent    |
| Passion's Pathway           | Bertram Bracken             | Estelle Taylor, Wilfred Lucas                         | Drama           | Independent    |
| The Pell Street Mystery     | Joseph Franz                | George Larkin, Frank Whitson                          | Mystery         | Rayart         |
| The Perfect Flapper         | John Francis Dillon         | Colleen Moore, Syd Chaplin, Phyllis Haver             | Comedy          | First National |
| Peter Pan                   | Herbert Brenon, Glen Castle | Betty Bronson, Ernest Torrence, Virginia Browne Faire | Fantasy, Family | Paramount      |
| The Phantom Horseman        | Robert N. Bradbury          | Jack Hoxie, Lillian Rich                              | Western         | Universal      |
| Phantom Justice             | Richard Thomas              | Rod La Rocque, Kathryn McGuire                        | Crime           | FBO            |
| Pied Piper Malone           | Alfred E. Green             | Thomas Meighan, Lois Wilson                           | Comedy drama    | Paramount      |
| Playthings of Desire        | Burton L. King              | Estelle Taylor, Mahlon Hamilton                       | Drama           | Independent    |
| The Plunderer               | George Archainbaud          | Frank Mayo, Evelyn Brent                              | Western         | Fox Film       |
| Poisoned Paradise           | Louis J. Gasnier            | Kenneth Harlan, Clara Bow                             | Drama           | Independent    |
| The Price of a Party        | Charles Giblyn              | Hope Hampton, Mary Astor                              | Drama           | Independent    |
| The Price She Paid          | Henry MacRae                | Alma Rubens, Frank Mayo                               | Drama           | Columbia       |

## R
| Titlu                            | Regizor(i)           | Actori                                          | Gen       | Note        |
| -------------------------------- | -------------------- | ----------------------------------------------- | --------- | ----------- |
| Racing for Life                  | Henry MacRae         | Eva Novak, William Fairbanks                    | Action    | Columbia    |
| Racing Luck                      | Herman C. Raymaker   | Monty Banks, Helen Ferguson                     | Comedy    | Independent |
| Ramshackle House                 | F. Harmon Weight     | Betty Compson, John Davidson                    | Drama     | PDC         |
| Range Blood                      | Francis Ford         | Edmund Cobb, Florence Gilbert                   | Western   | Independent |
| Rarin' to Go                     | Richard Thorpe       | Jay Wilsey, Olin Francis                        | Western   | Independent |
| The Reckless Age                 | Harry A. Pollard     | Reginald Denny, Ruth Dwyer                      | Comedy    | Universal   |
| Reckless Romance                 | Scott Sidney         | Harry Myers, Wanda Hawley                       | Comedy    | PDC         |
| The Recoil                       | T. Hayes Hunter      | Mahlon Hamilton, Betty Blythe                   | Drama     | Goldwyn     |
| The Red Lily                     | Fred Niblo           | Ramon Novarro, Enid Bennett                     | Drama     | MGM         |
| The Rejected Woman               | Albert Parker        | Alma Rubens, Conrad Nagel                       | Drama     | Goldwyn     |
| Restless Wives                   | Gregory La Cava      | Doris Kenyon, James Rennie                      | Drama     | Independent |
| Revelation                       | George D. Baker      | Viola Dana, Monte Blue                          | Romance   | MGM         |
| The Riddle Rider                 | William James Craft  | William Desmond, Eileen Sedgwick                | Western   | Universal   |
| Ride for Your Life               | Edward Sedgwick      | Hoot Gibson, Laura La Plante                    | Western   | Universal   |
| Riders Up                        | Irving Cummings      | Creighton Hale, George Cooper                   | Sports    | Universal   |
| Ridgeway of Montana              | Clifford Smith       | Jack Hoxie, Olive Hasbrouck                     | Western   | Universal   |
| The Ridin' Kid from Powder River | Edward Sedgwick      | Hoot Gibson, Gladys Hulette                     | Western   | Universal   |
| The Right of the Strongest       | Edgar Lewis          | E.K. Lincoln, Helen Ferguson                    | Drama     | Selznick    |
| Rip Roarin' Roberts              | Richard Thorpe       | Buddy Roosevelt, Joe Rickson                    | Western   | Independent |
| Roaring Rails                    | Tom Forman           | Harry Carey, Edith Roberts                      | Action    | PDC         |
| A Rodeo Mixup                    | Francis Ford         | Edmund Cobb, Florence Gilbert                   | Western   | Independent |
| Roaring Lions at Home            | Benjamin Stoloff     | Oliver Hardy                                    | Comedy    | Fox Film    |
| Romance Ranch                    | Howard M. Mitchell   | John Gilbert, Virginia Brown Faire, John Miljan | Drama     | Fox Film    |
| Romola                           | Henry King           | Lillian Gish, Dorothy Gish, William Powell      | Drama     | MGM         |
| The Rose of Paris                | Irving Cummings      | Mary Philbin, Robert Cain                       | Romance   | Universal   |
| Rough Ridin'                     | Richard Thorpe       | Buddy Roosevelt, Elsa Benham                    | Western   | Independent |
| The Roughneck                    | Jack Conway          | George O'Brien, Billie Dove                     | Adventure | Fox Film    |
| Roulette                         | Stanner E. V. Taylor | Edith Roberts, Norman Trevor                    | Drama     | Selznick    |

## S
| Titlu                      | Regizor(i)          | Actori                                          | Gen          | Note           |
| -------------------------- | ------------------- | ----------------------------------------------- | ------------ | -------------- |
| A Sainted Devil            | Joseph Henabery     | Rudolph Valentino, Nita Naldi                   | Drama        | Paramount      |
| Sandra                     | Arthur H. Sawyer    | Barbara La Marr, Bert Lytell                    | Drama        | First National |
| The Sawdust Trail          | Edward Sedgwick     | Hoot Gibson, Josie Sedgwick                     | Western      | Universal      |
| The Sea Hawk               | Frank Lloyd         | Milton Sills                                    | Swashbuckler | First National |
| Second Youth               | Albert Parker       | Alfred Lunt, Lynn Fontanne                      | Comedy       | Goldwyn        |
| Secrets                    | Frank Borzage       | Norma Talmadge, Eugene O'Brien                  | Drama        | First National |
| Secrets of the Night       | Herbert Blaché      | James Kirkwood, Madge Bellamy, Zasu Pitts       | Mystery      | Universal      |
| A Self-Made Failure        | William Beaudine    | Lloyd Hamilton, Ben Alexander, Matt Moore       | Comedy       | First National |
| The Shadow of the Desert   | George Archainbaud  | Frank Mayo, Mildred Harris                      | Horror       | Fox Film       |
| Shadows of Paris           | Herbert Brenon      | Pola Negri, Adolphe Menjou                      | Drama        | Paramount      |
| Sherlock, Jr.              | Buster Keaton       | Buster Keaton, Kathryn McGuire                  | Comedy       | MGM            |
| The Shooting of Dan McGrew | Clarence G. Badger  | Barbara La Marr, Lew Cody, Mae Busch            | Drama        | Metro          |
| The Side Show of Life      | Herbert Brenon      | Ernest Torrence, Anna Q. Nilsson                | Drama        | Paramount      |
| The Signal Tower           | Clarence Brown      | Virginia Valli, Rockliffe Fellowes              | Drama        | Universal      |
| The Silent Accuser         | Chester M. Franklin | Eleanor Boardman, Raymond McKee                 | Crime        | MGM            |
| The Silent Stranger        | Albert S. Rogell    | Fred Thomson, Hazel Keener                      | Western      | FBO            |
| The Silent Watcher         | Frank Lloyd         | Glenn Hunter, Bessie Love                       | Drama        | First National |
| Silk Stocking Sal          | Tod Browning        | Evelyn Brent, Robert Ellis                      | Drama        | FBO            |
| Singer Jim McKee           | Clifford Smith      | William S. Hart, Phyllis Haver                  | Western      | Paramount      |
| Single Wives               | George Archainbaud  | Corinne Griffith, Milton Sills                  | Drama        | First National |
| Sinners in Heaven          | Alan Crosland       | Bebe Daniels, Richard Dix                       | Drama        | Paramount      |
| Sinners in Silk            | Hobart Henley       | Eleanor Boardman, Adolphe Menjou                | Drama        | Paramount      |
| The Siren of Seville       | Jerome Storm        | Priscilla Dean, Allan Forrest                   | Adventure    | PDC            |
| The Sixth Commandment      | Christy Cabanne     | William Faversham, Charlotte Walker, John Boles | Drama        | Independent    |
| The Slanderers             | Nat Ross            | Johnnie Walker, Gladys Hulette                  | Drama        | Universal      |
| The Snob                   | Monta Bell          | John Gilbert, Norma Shearer, Conrad Nagel       | Drama        | MGM            |
| A Society Scandal          | Allan Dwan          | Gloria Swanson, Rod La Rocque                   | Drama        | Paramount      |
| So Big                     | Charles Brabin      | Colleen Moore, Joseph De Grasse                 | Drama        | First National |
| So This Is Marriage?       | Hobart Henley       | Conrad Nagel, Eleanor Boardman                  | Drama        | MGM            |
| A Son of the Sahara        | Edwin Carewe        | Bert Lytell, Claire Windsor                     | Adventure    | First National |
| The Speed Spook            | Charles Hines       | Johnny Hines, Faire Binney                      | Comedy       | Independent    |
| The Spirit of the USA      | Emory Johnson       | Johnnie Walker, Mary Carr                       | Drama        | FBO            |
| The Spitfire               | Christy Cabanne     | Betty Blythe, Lowell Sherman                    | Drama        | Independent    |
| Sporting Youth             | Harry A. Pollard    | Reginald Denny, Laura La Plante                 | Comedy       | Universal      |
| Star Dust Trail            | Edmund Mortimer     | Shirley Mason, Bryant Washburn                  | Drama        | Fox Film       |
| Stepping Lively            | James W. Horne      | Richard Talmadge, Mildred Harris                | Action       | FBO            |
| Stolen Secrets             | Irving Cummings     | Herbert Rawlinson, Kathleen Myers               | Mystery      | Universal      |
| The Storm Daughter         | George Archainbaud  | Priscilla Dean, Tom Santschi                    | Drama        | Universal      |
| The Story Without a Name   | Irvin Willat        | Agnes Ayres, Antonio Moreno                     | Action       | Paramount      |
| The Stranger               | Joseph Henabery     | Betty Compson, Richard Dix                      | Drama        | Paramount      |
| The Street of Tears        | Travers Vale        | Tom Santschi, Marguerite Clayton                | Drama        | Rayart         |
| Stupid, But Brave          | Fatty Arbuckle      | Al St. John, Eugene Pallette                    | Comedy       | Independent    |
| Sundown                    | Laurence Trimble    | Bessie Love, Hobart Bosworth                    | Western      | First National |
| The Sunset Trail           | Ernst Laemmle       | William Desmond, Gareth Hughes                  | Western      | Universal      |

## T
| Titlu                     | Regizor(i)         | Actori                                                                             | Gen           | Note           |
| ------------------------- | ------------------ | ---------------------------------------------------------------------------------- | ------------- | -------------- |
| Tainted Money             | Henry MacRae       | William Fairbanks, Eva Novak                                                       | Drama         | Columbia       |
| Tarnish                   | George Fitzmaurice | May McAvoy, Ronald Colman, Marie Prevost                                           | Drama         | First National |
| Teeth                     | John G. Blystone   | Tom Mix, Lucien Littlefield                                                        | Action        | Fox Film       |
| The Tenth Woman           | James Flood        | Beverly Bayne, John Roche                                                          | Drama         | Warner Bros.   |
| Tess of the d'Urbervilles | Marshall Neilan    | Blanche Sweet, Conrad Nagel                                                        | Drama         | MGM            |
| That French Lady          | Edmund Mortimer]   | Shirley Mason, Theodore von Eltz                                                   | Drama         | Fox Film       |
| The Thief of Bagdad       | Raoul Walsh        | Douglas Fairbanks, Snitz Edwards, Charles Belcher, Julanne Johnston, Anna May Wong | Swashbuckler  | United Artists |
| This Woman                | Phil Rosen         | Irene Rich, Ricardo Cortez                                                         | Drama         | Warner Bros.   |
| Those Who Dance           | Lambert Hillyer    | Blanche Sweet, Bessie Love, Warner Baxter                                          | Drama         | First National |
| Those Who Dare            | John B. O'Brien    | John Bowers, Marguerite De La Motte                                                | Drama         |                |
| Those Who Judge           | Burton L. King     | Patsy Ruth Miller, Flora le Breton                                                 | Drama         | Independent    |
| Three Miles Out           | Irvin Willat       | Madge Kennedy, Harrison Ford                                                       | Drama         | Independent    |
| Three Weeks               | Alan Crosland      | Conrad Nagel, Aileen Pringle                                                       | Romance Drama | Goldwyn        |
| Three Women               | Ernst Lubitsch     | May McAvoy, Pauline Frederick, Marie Prevost                                       | Drama         | Warner Bros.   |
| Through the Dark          | George W. Hill     | Colleen Moore, Forrest Stanley                                                     | Crime         | Goldwyn        |
| Thundering Hoofs          | Albert S. Rogell   | Fred Thomson, William Lowery                                                       | Western       | FBO            |
| Thundering Romance        | Richard Thorpe     | Jay Wilsey, Jean Arthur                                                            | Western       | Independent    |
| Thy Name Is Woman         | Fred Niblo         | Ramon Novarro, Barbara La Marr                                                     | Drama         | Metro          |
| Tiger Love                | George Melford     | Antonio Moreno, Estelle Taylor                                                     | Drama         | Paramount      |
| Tiger Thompson            | B. Reeves Eason    | Harry Carey, Marguerite Clayton                                                    | Western       | Independent    |
| The Tomboy                | David Kirkland     | Herbert Rawlinson, Dorothy Devore                                                  | Comedy        | Independent    |
| Tongues of Flame          | Joseph Henabery    | Thomas Meighan, Bessie Love                                                        | Drama         | Paramount      |
| Torment                   | Maurice Tourneur   | Bessie Love, Owen Moore                                                            | Crime drama   | First National |
| The Tornado               | King Baggot        | House Peters, Ruth Clifford                                                        | Drama         | Universal      |
| Traffic in Hearts         | Scott R. Dunlap    | Robert Frazer, Mildred Harris                                                      | Drama         | Columbia       |
| Trail Dust                | Gordon Hines       | David Dunbar, Alfred Hewston                                                       | Western       | Rayart         |
| The Trail of the Law      | Oscar Apfel        | Wilfred Lytell, Norma Shearer                                                      | Drama         | Independent    |
| The Triflers              | Louis Gasnier      | Mae Busch, Elliott Dexter                                                          | Drama         | Independent    |
| Triumph                   | Cecil B. DeMille   | Leatrice Joy, Rod La Rocque                                                        | Drama         | Paramount      |
| The Trouble Shooter       | Jack Conway        | Tom Mix, Kathleen Key                                                              | Western       | Fox Film       |
| Troubles of a Bride       | Tom Buckingham     | Robert Agnew, Mildred June                                                         | Comedy        | Fox Film       |
| Trouping with Ellen       | T. Hayes Hunter    | Helene Chadwick, Mary Thurman                                                      | Comedy        | PDC            |
| True as Steel             | Rupert Hughes      | Aileen Pringle, Huntley Gordon                                                     | Drama         | Goldwyn        |
| The Truth About Women     | Burton L. King     | Hope Hampton, Lowell Sherman                                                       | Drama         | Independent    |
| Try and Get It            | Cullen Tate        | Billie Dove, Edward Everett Horton                                                 | Comedy        | PDC            |
| The Turmoil               | Hobart Henley      | George Hackathorne, Theodore von Eltz                                              | Drama         | Universal      |
| Twenty Dollars a Week     | F. Harmon Weight   | George Arliss, Ronald Colman, Edith Roberts                                        | Comedy        | Selznick       |
| Two Shall Be Born         | Whitman Bennett    | Jane Novak, Kenneth Harlan, Sigrid Holmquist                                       | Drama         | Vitagraph      |

## U
| Titlu               | Regizor(i)      | Actori                                | Gen    | Note        |
| ------------------- | --------------- | ------------------------------------- | ------ | ----------- |
| Unguarded Women     | Alan Crosland   | Bebe Daniels, Richard Dix, Mary Astor | Drama  | Paramount   |
| The Uninvited Guest | Ralph Ince      | Maurice "Lefty" Flynn, Mary MacLaren  | Drama  | Metro       |
| Unmarried Wives     | James P. Hogan  | Mildred Harris, Gladys Brockwell      | Drama  | Independent |
| Unseen Hands        | Jacques Jaccard | Wallace Beery, Fontaine La Rue        | Horror | Independent |
| Untamed Youth       | Emile Chautard  | Derelys Perdue, Lloyd Hughes          | Drama  | FBO         |

## V
| Titlu                   | Regizor(i)         | Actori                                  | Gen     | Note        |
| ----------------------- | ------------------ | --------------------------------------- | ------- | ----------- |
| The Vagabond Trail      | William A. Wellman | Buck Jones, Marian Nixon                | Western | Fox Film    |
| Vanity's Price          | Roy William Neill  | Anna Q. Nilsson, Wyndham Standing       | Drama   | FBO         |
| Venus of the South Seas | James R. Sullivan  | Annette Kellerman, Roland Purdie        | Romance | Independent |
| The Virgin              | Alan James         | Kenneth Harlan, Dorothy Revier          | Drama   | Independent |
| Virginian Outcast       | Robert J. Horner   | Jack Perrin, Marjorie Daw, Otto Lederer | Drama   | Independent |
| Virtuous Liars          | Whitman Bennett    | David Powell, Edith Allen               | Drama   | Vitagraph   |

## W
| Titlu                     | Regizor(i)         | Actori                                        | Gen          | Note           |
| ------------------------- | ------------------ | --------------------------------------------- | ------------ | -------------- |
| Wages of Virtue           | Allan Dwan         | Gloria Swanson, Ben Lyon                      | Drama        | Paramount      |
| Wanderer of the Wasteland | Irvin Willat       | Jack Holt, Noah Beery                         | Western      | Paramount      |
| Wandering Husbands        | William Beaudine   | James Kirkwood, Lila Lee, Margaret Livingston | Drama        | Independent    |
| The Warrens of Virginia   | Elmer Clifton      | George Backus, Rosemary Hill                  | Historical   | Fox Film       |
| Week End Husbands         | Edward H. Griffith | Holmes Herbert, Alma Rubens, Montagu Love     | Drama        | Independent    |
| Welcome Stranger          | James Young        | Florence Vidor, Virginia Brown Faire          | Comedy       | PDC            |
| Western Feuds             | Francis Ford       | Edmund Cobb, Florence Gilbert                 | Western      | Independent    |
| Western Luck              | George Beranger    | Buck Jones, Beatrice Burnham                  | Western      | Fox Film       |
| Western Vengeance         | J. P. McGowan      | Franklyn Farnum, Marie Walcamp                | Western      | Independent    |
| The Western Wallop        | Clifford Smith     | Jack Hoxie, Margaret Landis                   | Western      | Universal      |
| Western Yesterdays        | Francis Ford       | Edmund Cobb, Florence Gilbert                 | Western      | Independent    |
| When a Girl Loves         | Victor Halperin    | Agnes Ayres, Percy Marmont                    | Drama        | Independent    |
| When a Man's a Man        | Edward F. Cline    | John Bowers, Marguerite De La Motte           | Drama        | First National |
| The Whispered Name        | King Baggot        | Ruth Clifford, Charles Clary                  | Comedy       | Universal      |
| White Man                 | Louis J. Gasnier   | Kenneth Harlan, Alice Joyce                   | Drama        | Independent    |
| The White Moth            | Maurice Tourneur   | Barbara La Marr, Conway Tearle                | Drama        | First National |
| The White Sin             | William A. Seiter  | Madge Bellamy, John Bowers                    | Romance      | FBO            |
| The White Sheep           | Hal Roach          | Glenn Tryon, Blanche Mehaffey                 | Comedy       | Pathé Exchange |
| Why Men Leave Home        | John M. Stahl      | Lewis Stone, Helene Chadwick                  | Comedy       | First National |
| The Wife of the Centaur   | King Vidor         | Eleanor Boardman, John Gilbert                | Drama        | MGM            |
| Wild Oranges              | King Vidor         | Virginia Valli, Frank Mayo                    | Drama        | Goldwyn        |
| Wine                      | Louis J. Gasnier   | Clara Bow, Forrest Stanley                    | Comedy drama | Universal      |
| Wine of Youth             | King Vidor         | Eleanor Boardman, William Haines              | Comedy drama | MGM            |
| Winner Take All           | W. S. Van Dyke     | Buck Jones, Peggy Shaw                        | Western      | Fox Film       |
| The Wise Virgin           | Lloyd Ingraham     | Patsy Ruth Miller, Edythe Chapman             | Drama        | PDC            |
| The Wolf Man              | Edmund Mortimer    | John Gilbert, Norma Shearer                   | Drama        | Fox Film       |
| The Woman on the Jury     | Harry O. Hoyt      | Sylvia Breamer, Frank Mayo                    | Drama        | First National |
| A Woman Who Sinned        | Finis Fox          | Morgan Wallace, Irene Rich                    | Drama        | FBO            |
| Women First               | B. Reeves Eason    | William Fairbanks, Eva Novak                  | Drama        | Columbia       |
| Women Who Give            | Reginald Barker    | Barbara Bedford, Frank Keenan, Renée Adorée   | Drama        | MGM            |
| Worldly Goods             | Paul Bern          | Agnes Ayres, Pat O'Malley, Victor Varconi     | Comedy       | Paramount      |

## Y-Z
| Titlu                      | Regizor(i)         | Actori                             | Gen        | Note        |
| -------------------------- | ------------------ | ---------------------------------- | ---------- | ----------- |
| The Yankee Consul          | James W. Horne     | Douglas MacLean, Patsy Ruth Miller | Comedy     | Independent |
| Yankee Madness             | Charles R. Seeling | George Larkin, Billie Dove         | Adventure  | FBO         |
| Yolanda                    | Robert G. Vignola  | Marion Davies, Lyn Harding         | Historical | MGM         |
| You Can't Get Away with It | Rowland V. Lee     | Percy Marmont, Malcolm McGregor    | Drama      | Fox Film    |
| Young Ideas                | Robert F. Hill     | Laura La Plante, Lucille Ricksen   | Comedy     | Universal   |
| Youth for Sale             | Christy Cabanne    | May Allison, Sigrid Holmquist      | Drama      | Independent |